# Christian Cannabich
Christian Cannabich (Mannheim, 28 dicembre 1731 – Francoforte sul Meno, 20 gennaio 1798) è stato un compositore e direttore d'orchestra tedesco.

## Biografia
Nacque in una famiglia originaria dell'Alsazia, figlio del flautista e compositore Martin Friedrich Cannabich (c. 1700-1773), che fu uno dei membri della scuola di Mannheim.
Studiò dapprima sotto la guida del padre e in un secondo tempo come allievo di Johann Stamitz (1717-1757).
Intorno agli anni 1746 e 1747 entrò a far parte dell'orchestra di corte di Mannheim come violinista.
Nel 1750, si trasferì per tre anni a Roma per studiare musica con Niccolò Jommelli.
Durante l'anno 1759 sposò Maria Elisabeth de la Motte, e ottenne i favori di Christian IV, Conte di Zweibrücken, che accompagnò a Parigi nel 1764.
Dopo essersi recato a Parigi, nel 1766, riuscì a pubblicare sei sinfonie e sei trii e da questo momento gran parte dei suoi lavori verrà dato alle stampe da editori parigini.
Si distinse per le sue composizione per orchestra, caratterizzate da innovativi effetti strumentali.
Prese il posto di Stamitz, nel 1774 come direttore dell'Orchestra di corte di Mannheim, e durante lo stesso periodo divenne amico di Wolfgang Amadeus Mozart. Mozart parlò di Cannabich in una lettera inviata al padre Leopold Mozart, datata 9 luglio 1778), descrivendolo come il miglior direttore d'orchestra mai visto e ascoltato. Mozart prese spunto da Cannibich per l'uso dei legni, flauto e clarinetto.
Cannabich è considerato un innovatore sia della tecnica strumentale sia della concertazione orchestrale, anticipando alcune caratteristiche delle moderne orchestre e delle loro modalità direttive.
Durante la sua carriera compose una settantina di sinfonie, un Singspiel, un'opera, una quarantina di musiche per balletto, concerti solistici e musica da camera.
Morì mentre stava visitando suo figlio Carl Cannabich presso Francoforte nel 1798.
Il figlio Carl (1771-1806) fu violinista, compositore e direttore d'orchestra; allievo del padre, di cui seguì sia la tecnica elegantissima sia  lo stile manieristico. Diresse l'orchestra di Monaco di Baviera.

## Opere principali
Opera
- Azaki (1778)

Balletti
- 40 balletti

Musica per orchestra
- 75 sinfonie
- 3 concerti per violini

Musica da camera
- 12 quartetti d'archi
- 6 trio per piano
- 30 sonate per piano e violino